# Swanetisches Gebirge
Das Swanetische Gebirge (georgisch სვანეთის ქედი) ist ein etwa 85 km langes Teilgebirge des Großen Kaukasus, das sich südlich von dessen Hauptkamm in West-Ost-Richtung erstreckt.
Das Swanetische Gebirge verläuft entlang der Grenze zwischen den Regionen Ratscha-Letschchumi und Niederswanetien und Mingrelien und Oberswanetien im Norden von Georgien. Es bildet die Wasserscheide zwischen dem Enguri (im Norden und Westen) und dem Zcheniszqali (im Süden). Der rechte Zcheniszqali-Nebenfluss Cheledula trennt das Gebirge von dem weiter südlich verlaufenden Egrissi-Gebirge. Das Swanetische Gebirge erreicht in der Laila eine maximale Höhe von 4009 m.   
Das Gebirge besteht hauptsächlich aus Glimmerschiefer sowie zum Teil aus Quarzit.
Der Gebirgskamm ist teilweise vergletschert.
An den Hängen wächst subalpine und alpine Vegetation. Die tieferen Lagen sind bedeckt von Wäldern aus Buchen, Fichten und Tannen.

## Berge (Auswahl)
Im Folgenden sind eine Reihe von Gipfeln entlang dem Hauptkamm des Swanetischen Gebirges sortiert in West-Ost-Richtung aufgelistet:
- Laila (4009 m) (⊙)